# 1943 en aéronautique
Chronologie de l'aéronautique
- 1939
- 1940
- 1941
- 1942
- 1943
- 1944
- 1945
- 1946
- 1947

Cet article présente les faits marquants de l'année 1943 en aéronautique.

## Évènements
- Mise au point d'une méthode de dégivrage des hélices en vol par chauffage électrique du bord d'attaque de l'hélice.
- Invention du magnésium magnétique, alliage léger utilisé dans la fabrication des avions de chasse rapides au cours de la Seconde Guerre mondiale et plus tard, dans celle des cadres de bicyclettes ultra-légères.

### Janvier
- 9 janvier : premier vol en Californie du Lockheed Constellation, destiné au transport de passagers et de marchandises.

### Mars
- 5 mars : premier vol du prototype de chasseur à réaction Gloster Meteor.

### Avril
- 18 avril : lors d'une embuscade nommée opération Vengeance, des P-38 Lightning abattent le Mitsubishi G4M qui emmenait l'amiral Yamamoto et son état-major.

### Mai
- 3 mai : premier vol de l'avion de transport Curtiss-Wright C-76 Caravan.
- 17 mai : des bombardiers Avro Lancaster modifiés larguent des bombes rebondissantes contre des barrages de la Ruhr. C'est l'opération Chastise.
- 19 mai : premier vol du bombardier prototype Boeing XB-38 Flying Fortress.

### Juin
- 15 juin : premier vol du prototype de l'avion de reconnaissance à réaction allemand Arado Ar 234.
- 16 juin : accident du Boeing XB-38 Flying Fortress conduisant à l'arrêt du programme.

### Juillet
- 24 - 25 juillet : première utilisation du dispositif anti-radar Window lors d'un raid sur Hambourg.
- 30 juillet : premier essai au Royaume-Uni d’un siège éjectable mû par une charge explosive. Ce dispositif surpasse le dispositif allemand à air comprimé.

### Août
- 16 août : premier vol du bimoteur de transport SNCAS0 SO.80, alias SO.800 P, alias MB.800-P.
- 17 août : première utilisation opérationnelle de la bombe radioguidée Henschel Hs 293 A par des Dornier Do 217 contre des navires britanniques dans le golfe de Biscaye.
- 17 août - 18 août : des bombardiers de la RAF attaquent la base allemande de Peenemünde pour empêcher le développement des armes secrètes allemandes.

### Septembre
- 9 septembre : le cuirassé italien Roma est coulé par deux bombes radioguidées Ruhrstahl-Kramer Fritz X-1.
- 20 septembre : premier vol du chasseur à réaction De Havilland Vampire.

### Octobre
- 26 octobre : premier vol du chasseur allemand Dornier Do 335 Pfeil.
- 30 octobre : dans le but d'évaluer l'intérêt de l'hélicoptère, l'US Navy teste le Sikorsky R-4.

### Novembre
- 30 novembre : premier vol opérationnel de l'hydravion géant  Martin JRM Mars de la marine américaine.

### Décembre
- 1er décembre : mise en service dans la 8th USAAF stationnée en Grande-Bretagne du chasseur North American P-51 Mustang.